# Dispneia
Dispneia também chamada de falta de ar é um sintoma no qual a pessoa tem dificuldade em respirar, normalmente com a sensação de respiração incompleta, muitas vezes acompanhada de opressão torácica e mal estar. É um sintoma comum a um grande número de doenças, em especial na área da cardiologia e pneumologia. Exemplos são as afecções pulmonares, as lesões no bulbo raquidiano ou as obstruções da laringe, etc..

## Alguns termos técnicos
- Ortopneia: É a dificuldade respiratória (dispneia) que ocorre quando a pessoa está deitada.
- Dispneia de decúbito: Dispneia que surge em decúbito dorsal e que melhora ao assumir a posição ortostática. Geralmente, a pessoa dorme com vários travesseiros. Ex. Insuficiência cardíaca congestiva.
- Dispneia paroxística noturna: Dispneia que surge algum tempo após o adormecer, com a pessoa acordando bruscamente com forte sensação de sufocação.
- Trepopneia: Dispneia com a pessoa deitada de lado.
- Platipneia: Dispneia na posição ortostática, que alivia com o decúbito.
- Apneia: Paragem temporária da respiração.
- Hipopneia: Diminuição da frequência e profundidade da respiração, abaixo das necessidades do organismo.
- Eupneia: É manutenção natural da frequência respiratória.

Parâmetros da eupneia:
- Recém-nascido até 2 meses: Frequência respiratória normal até 60 ipm (incursões respiratórias por minuto);
- De 2 meses até 1 ano: Frequência normal até 50 ipm;
- De 1 ano até 5 anos: Frequência normal até 40 ipm;
- De 5 anos até os 12 anos considera-se normal a frequência respiratória variando entre 20 a 30 ipm. Após isso, o ritmo regular da respiração varia entre 12 a 20 ipm.

## Mecanismos
A falta de ar é percebida pelo cérebro. Qualquer situação que leve à diminuição de aporte de oxigénio às áreas responsáveis pelo controle da respiração gera este sintoma. Pode ser por:
1. Diminuição do oxigénio do ar ambiente;
2. Obstrução das vias aéreas;
3. Diminuição da difusão do oxigénio das vias aéreas para o sangue;
4. Diminuição da capacidade do sangue transportar oxigénio;
5. Diminuição da circulação do sangue.